# Казе Нуове (Торино)
Казе Нуове је насеље у Италији у округу Торино, региону Пијемонт.
Према процени из 2011. у насељу је живело 65 становника. Насеље се налази на надморској висини од 299 м.